# Ewantia Maltsi
Ewantia „Ewina” Maltsi (grec. Ευανθία Μάλτση; ur. 30 grudnia 1978 w Gumenisie) – grecka koszykarka, występująca na pozycji rzucającej, olimpijka.

## Osiągnięcia
Na podstawie, o ile nie zaznaczono inaczej.

### Drużynowe
- Mistrzyni:
  - Hiszpanii (2008)
  - Grecji (2017, 2018)[4][5]
  - Czech (2009, 2011)[6][7]
- Wicemistrzyni:
  - EuroCup (2013)
  - Polski (2012)
  - Czech (2010)[8]
  - Francji (2007)[9]
- Brąz mistrzostw Węgier (2019)[10]
- 4. miejsce w Eurolidze (2007)
- Zdobywczyni:
  - pucharu:
    - Hiszpanii (2008)
    - Czech (2010, 2011)
    - Grecji (2017, 2018)[4][5]
    - Federacji Francji (2007)

  - Superpucharu Hiszpanii (2007)
- Finalistka pucharu:
  - Francji (2007)
  - Czech (2009)

### Indywidualne
(* – nagrody przyznane przez portal eurobasket.com)
- MVP*:
  - sezonu ligi:
    - greckiej (2018)[5]
    - czeskiej (2009)[6]

  - finałów ligi greckiej (2018)[5]
- Najlepsza*:
  - nowo-przybyła zawodniczka ligi:
    - greckiej (2017)[4]
    - francuskiej (2007)[9]

  - skrzydłowa ligi czeskiej (2009)[6]
- Zaliczona do*:
  - I składu:
    - ligi:
      - greckiej (2018)[5]
      - czeskiej (2009)[6]

    - defensywnego ligi greckiej (2018)[5]
    - zawodniczek krajowych ligi greckiej (2018)[5]

  - II składu ligi węgierskiej (2019)[10]
  - składu honorable mention ligi:
    - czeskiej (2010)[8]
    - tureckiej (2014)[11]
- Uczestniczka meczu gwiazd Euroligi (2007, 2008, 2009)

### Reprezentacja
Drużynowe
- Uczestniczka:
  - igrzysk olimpijskich (2004 – 7. miejsce)[12][13]
  - mistrzostw Europy (2001 – 10. miejsce, 2003 – 9. miejsce, 2005 – 10. miejsce, 2007 – 13. miejsce, 2009 – 5. miejsce, 2011 – 13. miejsce, 2017 – 4. miejsce)[14]
  - kwalifikacji do Eurobasketu (2001, 2007, 2009, 2017)
  - turnieju FIBA Diamond Ball (2004 – 4. miejsce)

Indywidualne
- MVP Eurobasketu (2009)[14]
- Zaliczona do I składu mistrzostw Europy (2009, 2017)[15]
- Liderka Eurobasketu w średniej:
  - punktów (2009 – 22,6)[16]
  - przechwytów (2009 – 3,1)[17]